# Párbér
A párbér (ágybér, karc, lélekpénz, latinul lecticale, lectica, metretatio) a római katolikus egyházban egyházközségi adó volt a lelkész ellátása céljából. A párbér az eredetileg önkéntes egyházi adakozásokból (oblatio), jelesül az áldozási oblációkból fejlődött ki. A stóladíjtól, amelynek ugyanaz a rendeltetése, vagyis a lelkész illő ellátásának biztosítása, abban különbözik, hogy a párbér a lelkészt minden különösebb ellenszolgáltatás nélkül illeti meg, míg a stóladíj bizonyos egyházi cselekmények, keresztelés, esketés, temetés stb., ellenszolgáltatásául követelhető. A pénzügyi jog fogalmait alkalmazva, a párbér az egyenes adó, a stóladíj az illeték fogalmának felel meg. Egyházjogi igazolását a párbér a szentírás ama szavaiban találja: Et dignus est operarius mercede sui. A párbér kötelezettségének alapja a parokiális kötelék. Absztrakt mértéke a lelkész illő ellátása. Ahol tehát a lelkész más vagyonból illő jövedelmet húz, a hívek párbérszolgáltatásokra nem kötelezhetők. A parokiális köteléket a lakhely szabályozza. Erre vonatkozik a tétel: quidquid est in parochia, est etiam de parochia. A párbér, minthogy fizetésére csak parókiabeli tagok kötelesek, a párbér-kötelezettség tehát bizonyos személyi minőséghez van kötve, személyi és nem dologi természetű és nem válik dologi teherré a szó magánjogi értelmében (Reallast) azáltal, hogy a kivetés nem személy, hanem vagyon szerint, házak vagy telkek után történik. A kivetési módozat a párbér jogi természetét nem változtatja meg, aminek az a gyakorlatilag fontos következménye van, hogy ha a telek, amely után a párbért kivetették, más vallású birtokosra átmegy, az új birtokos a párbért fizetni nem köteles. A párbérnek a telek után történt kivetési módja mégis azt hozta magával, hogy párbérkötelezettek azok a római katolikus hívek is, akik a parókia területén nem laknak ugyan, de ott ingatlannal bírnak (az ún. forenses). Az a kérdés különben: személyi vagy dologi teher-e a párbér, vitás volt. A magyar királyi vallás- és közoktatásügyi minisztérium annak idején többször is arra az alapra helyezkedett, hogy az egyházi látogatás (canonica visitatio) az irányadó s a kérdést elvileg eldönteni nem lehet. Ha jelesül a canonica visitatio a párbérkötelezetteket fidelis (hivek) vagy parochiani (parókiabeliek) kifejezéssel jelöli meg, a párbér-kötelezettség személyes teher, birtokváltozás esetében tehát a párbér-kötelezettség nem megy át az új birtokosra, ha az személyére nézve nem párbérötelezett. Ellenkező esetben azonban s jelesül ha a párbérkötelezettekként a communitas (község) vagy a coloni vagy sessionalistae (telkes gazdák) szerepelnek, a párbér dologi teher, mely az új, habár más valláshoz tartozó birtokosra is átmegy. A protestánsok ezt a felfogást az 1790-91. XXVI. törvénycikkbe ütközőnek tekintik, s a miatt ismételten felszólaltak. Megjegyzendő azonban, hogy a vitás kérdés itt nem a körül forog: vajon a protestáns vagy más nem római katolikus keresztény a parokiális kötelék alapján tartozik a párbért fizetni hanem a körül: vajon a házak és telkek után kivetett párbér magánjogi természetű, dologi teher-e vagy sem. Vagyis a kérdés nem közjogi, hanem magánjogi természetű. A kérdésnek közjogi részét törvényeinek minden vitát kizáró határozottsággal szabályozták és a párbérmentesség értelmében oldották meg és pedig a protestánsokra nézve az 1790. XXVI. t.c., a görög nem egyesültekre nézve az ugyanabban az évben kiadott királyi rendelet. A katolikus lelkészek az eképpen elesett jövedelemért kárpótlást (bonificatio) nyertek és pedig a vallásalapból, miután a törvény határozottan elrendelte, hogy kárpótlás címen sem az adózó nép, sem a királyi kincstár nem terhelhető.
A római katolikus egyházjognak álláspontja természetesen egészen más. A kat. egyház a keresztény egyház egységes és oszthatatlan jellegénél fogva (unum sit ovile et unus pastor) maga mellett más keresztény egyházaknak létjogát el nem ismeri. Minden megkeresztelt egyén felekezeti különbség nélkül a kat. egyház kebelébe tartozik; a parókia területén lakó nem kat. keresztények azért a rájuk nézve is jogilag fennálló parokiális kötelékeknél fogva párbérkötelesek. Az 1790-iki törvényhozás következtében a kat. egyháznak ez alapelve hazánkban érvénytelen. Az 1895. XLIII. t.-c. (a vallás szabad gyakorlatáról) azt rendeli, hogy aki valamely bevett vagy elismert vallásfelekezetből kilép, köteles a kilépés idejéig esedékessé vált egyházi tartozásait annak az egyháznak, amelyből kilépett, megfizetni; az pedig, aki a bevett vallásfelekezetek valamelyikéből kilépett, mindaddig, mig valamely bevett vagy elismert vallásfelekezethez nem csatlakozik, köteles a kilépés idejét követő ötödik naptári év végéig esedékes rendes egyházi járulékokat annak az egyháznak szolgáltatni, amelyből kilépett, de az öt év egyikében sem terhelhető nagyobb járulékkal, mint amennyit a kilépés évében tartozott fizetni. A zsidók sem az egyházjog, sem a magyar közjog szerint parokialis kötelékbe nem tartozván, azoknak párbérmentessége kétség tárgya soha sem volt.
A párbér pozitív kötelezettségi fő alapja hazánkban a kanonika vizitáció. A párbér állhat pénz-, munka- v. terménybeli szolgáltatásokból. A párbér továbbá egyéni v. az ún. avertált párbér Egyéni párbér az, amellyel az egyes hívek tartoznak. A közönséges egyházjog szerint a párbér-kötelezettségnek egyedüli s elegendő feltétele a parokiális kötelék; hazai szokásjogunk szerint csak a házasságban élők s az özvegyek párbérkötelesek. A vegyes házasságban élőkre általános érvényű szabály nincs. Avertált párbér alatt a politikai községtől szolgáltatott lelkészi ellátást értjük. Az egyéni szolgáltatásnak a községi szolgáltatással helyettesítése akként keletkezik, hogy a híveknek egyéni szolgáltatásait a politikai község egészben v. részben évi átalányösszeggel váltja meg, v. pedig úgy, hogy a parókia alapítása alkalmával az egyházi szolgáltatások mellett a község közvagyonából bizonyos évi szolgáltatást köt le. Ilyen esetben, ha nem is közvetlenül, de közvetve a párbérhez a nem katolikus községi lakosok is hozzájárulnak; a jogegyenlőség követelményének az 1868. LIII. t.-c. eleget teendő, 23. §-ában elrendelte, hogy különböző vallásfelekezetek által lakott községben v. városban, mely házi pénztárából egyházi célokra v. valamely felekezeti iskola javára segélyt szolgáltat ki, e segélyben igazságos arány szerint minden ottan létező vallásfelekezet részesítendő. A párbér-szolgáltatások körüli jogviták, habár ennek helyességéhez több tekintetben szó fér, a közigazgatási útra tartoznak.